# Micheal Zondani Jay Katambo
Micheal Zondani Jay Katambo (* 16. September 1969) ist ein sambischer Politiker der Movement for Multi-Party Democracy (MMD) sowie zurzeit der Patriotic Front (PF).

## Leben
Katambo, der über ein Diplom in Agrarwissenschaften verfügt, war als Landwirt und Unternehmer tätig. 2011 wurde er als Kandidat der Movement for Multi-Party Democracy (MMD) zum Mitglied der Nationalversammlung Sambias gewählt und vertritt seither den Wahlkreis Masaiti. Im April 2015 wechselte er zur Patriotic Front (PF) und wurde für diese bei den Wahlen am 11. August 2016 in seinem Wahlkreis wiedergewählt. Zunächst war er Hinterbänkler und später zwischen September 2015 und Mai 2016 Mitglied des Ausschusses für Regierungsversicherungen sowie des Ausschusses für Gesetzgebungsdelegierung.
Im  August 2016 wurde Katambo von Präsident Edgar Lungu als Nachfolger von Greyford Monde zum Minister für Fischerei und Viehzucht in dessen Kabinett berufen.